# Bartłomiej Kurowski
Bartłomiej Kurowski (ur. 4 marca 1974 w Sosnowcu) – polski szpadzista, mistrz Polski, medalista mistrzostw Europy i Uniwersjady.

## Kariera sportowa
Reprezentował barwy Piasta Gliwice. Jego największymi sukcesami były dwa brązowe medale mistrzostw Europy w turnieju indywidualnym (1997) i (1999). W 1995 został indywidualnym Mistrzem Polski, w 1996 i 1999 zdobył w turnieju indywidualnym mistrzostw Polski brązowy medal. W drużynie sięgnął sześciokrotnie po mistrzostwo Polski (1994, 1996, 1997, 1998, 1999, 2001) i dwukrotnie po brązowy medal mistrzostw Polski (1993 i 2000),
Zdobywał także medale na Letniej Uniwersjadzie w 1997 (brązowy drużynowo) i w 1999 (srebrny drużynowo i brązowy indywidualnie). Reprezentował Polskę na mistrzostwach świata: w 1993 zajął 82 m. w turnieju indywidualnym, w 1995 zajął 48 m. w turnieju indywidualnym, w 1997 – 15 m. w turnieju indywidualnym i 6 m. w turnieju drużynowym, w 1998 – 52 m. w turnieju indywidualnym i 17 m. w turnieju drużynowym, w 1999 – 44 m. w turnieju indywidualnym i 9 m. w turnieju drużynowym, w 2001 – 42 m. w turnieju indywidualnym i 18 m. w turnieju drużynowym.